# Kleopatrin banket (Tiepolo)
Kleopatrin banket je slika Giovannija Battiste Tiepola, dokončana leta 1744. Zdaj je v Narodni galeriji Viktorije v Melbournu v Avstraliji.
Predmet slike je domnevni zgodovinski banket, ki ga je za Marka Antonija gostila Kleopatra in je opisan v Plinijevem Natural History (9.58.119–121) in Plutarhovih Življenjih (Antonijevo 25.36.1). Med tem banketom Kleopatra vzame drag biser in ga raztopi v svojem vinu, preden popije pijačo.
To je prva od treh velikih Tiepolovih slik na temo. Poleg teh so ohranjene veliko manjše oljne študije ali modeli za vsako od večjih slik.
Tiepolo se je vrnil k temi nekaj let pozneje v Palazzo Labia v Benetkah s svojimi freskami na temo Marka Antonija in Kleopatre: banket je bil povezan s srečanjem Kleopatre in Marka Antonija ter okoliškimi prizori bogov in spremljevalcev. Dve nadaljnji Tiepolovi veliki platni s temi prizori sta v palači Arhangelskoje blizu Moskve (1747; 338 × 600 cm).
Tiepolo je običajno naredil oljne skice modelov z različnimi stopnjami končne obdelave, da bi prikazal svojo kompozicijo in jo morda predložil v odobritev naročniku. Model za sliko iz Melbourna je v Musée Cognacq-Jay v Parizu in je bil v lasti grofa Francesca Algarottija do njegove smrti. Obstaja majhna (46,3 × 66,7 centimetrov) Tiepolova oljna skica v Narodni galeriji v Londonu, ki se morda nanaša na sliko v Palazzo Labia, čeprav se precej razlikuje od tega dela; običajno se obravnava kot študija za sliko Arhangelskoje. V zbirki Univerze v Stockholmu na Švedskem je še eno manjše delo v olju, model za kompozicijo Palazzo Labia, in številne pripravljalne risbe v različnih zbirkah.

## Kompozicija
Vse tri velike slike prikazujejo banket, ki poteka na prostem ali v loži z veliko arhitekturno okolico, vendar z vidnim nebom, in vključujejo dvignjeno teraso, ki zapira zadnji del slikovnega prostora. Na slikah Palazzo Labia in Arkhangelskoye (ter na pariških in londonskih modelih) so v ospredju stopnice, ki vodijo do jedilne mize; čeprav sliki v Melbournu manjkajo te stopnice, daje vzorec marmornatih tal podoben vizualni učinek. Le dve ali tri glavne figure sedijo, okoli njih pa stojijo različni spremljevalci. Vse kompozicije kažejo jasen dolg veličastnim gledališkim slikam praznikov Paola Veroneseja iz skoraj stoletja prej, kot sta Svatba v Kani galilejski (1563, Louvre) in Gostija v Levijevi hiši (1573, Accademia, Benetke). Beneški okus je odobraval tako eksplicitno sklicevanje na mestno umetniško tradicijo. V Palazzo Labia so bile freske oblikovane v povezi s shemo trompe l'oeil arhitekture Gerolama Mengozzija Colonne, ki zajema celoten prostor. Freske segajo skoraj do tal, tako da stopnice povzdignejo glavni prizor v višino, kjer jih je mogoče videti čez natrpano sobo.
Epizoda prikazuje špartanskega rimskega bojevnika, ki ga predstavlja Antonij, ki ga zapelje čutno bogastvo vzhoda, kot ga ponazarja Kleopatra. Bogastvo prizora dopolnjuje prisotnost temnopoltih služabnikov, ki jih v Benetkah pogosto držijo kot sužnje. V zvezi s freskami Labia ni jasno, ali bi ta družina, ki je bila na novo sprejeta v patricijat, skušala s to fresko ne samo pokazati svojo sposobnost zaposlovanja enega najboljših lokalnih umetnikov, ampak tudi spomniti obiskovalce na bogastvo Labie, še posebej lastnika palače, zbirka nakita Marie Labia. Prav tako ni jasno, ali je freska oddaljena alegorija gibanja družine Labia, ki izvira iz Španije, [13] proti vzhodu v to večinoma levantinsko republiko.

## Izvor
Sliko v Melbournu je za saškega volilnega kneza Friderika Avgusta III. naročil njegov agent Francesco Algarotti.[14] Glede na pismo iz leta 1744, ki ga je Algarotti poslal Heinrichu von Brühlu (1700–1763), saškemu glavnemu ministru, ga je videl nedokončanega v Tiepolovem studiu, kjer ga je naročil nekdo drug, in prepričal Tiepola, naj ga dokonča za Dresden. Špekuliralo se je, da je bil prvotni komisar angleški "konzul Smith".
Leta 1764 ga je pridobila Katarina Velika v Amsterdamu. Delo je ostalo v zbirki muzeja Ermitaž v takratnem Sankt Peterburgu in kasneje Leningradu. Bila je del sovjetske prodaje slik iz Ermitaža, leta 1932 pa jo je kupil angleški trgovec z umetninami. Leta 1933 ga je kupila Narodna galerija Viktorije za 25.000 avstralskih funtov; poročilo o transakciji agenta Narodne galerije Viktorije opisuje, kako je »...prenesel plačilo na zahtevo prodajalec svežnjev majhne valute čez Trafalgar Square v kovčku.«